# Auditorium (computerspil)
 For alternative betydninger, se Auditorium (flertydig). (Se også artikler, som begynder med Auditorium)
Auditorium er et musikbaseret browserspil udviklet af Cipher Prime. Spillet blev udgivet i 2008 til PC. Auditorium er senere udkommet til iOS-enheder, Playstation 3, Xbox 360 og PSP. Dain Saint og William Stallwood er skaberne af Cipher Prime og Auditorium.

## Gameplay
I Auditorium får spilleren ikke nogen form for vejledning. I stedet er det op til spilleren selv at finde ud af, hvordan banerne skal løses. Spillet går ud på at føre en strøm af lys hen til de passende lydcontainere ved hjælp forskellige værktøjer, som spilleren får givet ved banernes start. Værktøjerne bevæges med musen og placeres i strømmen af lys for f.eks. at bøje lyset i en anden retning og hen til en lydcontainer.
Når lydcontainere fyldes, begynder en melodi at spille. Melodien er relativ kort, består ofte af ét instrument, og kører i 'loop', altså melodien spiller uafbrudt indtil lyset ikke længere rammer lydcontaineren. Når alle lydcontainere i banen er fyldte, fortsætter spilleren til næste bane. Undervejs som banerne fortsætter, bliver spilleren introduceret til flere lydcontainere, som skal fyldes op. Hver lydcontainer spiller en anderledes melodi, ofte på et andet instrument, som passer sammen med forrige melodi. Når alle banerne i et akt er fuldført, får spilleren det hele såkaldte soundtrack at høre med alle instrumenterne på samme tid.
Undervejs bliver spilleren introduceret til de forskellige værktøjer, som denne skal bruge til at føre lyset hen til lydcontainerne. Disse værktøjer består af:
- Det Retningsangivende værktøj (Directional Control) skubber lyset i den angivne retning angivet på værktøjet.
- Det Tiltrækkende værktøj (Attraction Control) tiltrækker lyset mod værktøjets midte.
- Kaninværktøjet (Rabbit Control) får lyset til at stige i fart.
- Det Frastødende værktøj (Repulsion Control) sender lyset tilbage samme vej, som det rammer værktøjet.
- Det Afbøjende værktøj (Deflect Control) får lyset til at reflektere væk fra værktøjets overflade. Ved at ændre på værktøjets placering, kan man bruge den til at sende lyset i en bestemt retning.

Yderligere kan hver værktøj også forstørres for at øge dets omfang og effekt.
Der findes også farveringe, som kan give lyset en anden farve. Her skal det farvede lys hen til den korresponderende lydcontainer, altså skal blåt lys hen til en blå lydcontainer osv.

## Akter
Auditorium Består af 15 akter, hvoraf hvert akt består af 4-6 baner. Hver bane afslører delvist et instrument i aktets fulde soundtrack. Ved sidste bane af et akt, kan spilleren høre det fulde soundtrack.
Akterne består af:
1. Hajimemashite
2. Amethyst
3. Solace
4. Atlantic
5. Vitesse
6. Liminal
7. Sunset
8. Transmission
9. Sojourn
10. Crystal
11. Daydream
12. Rain
13. Shadow
14. Verdant
15. Finale

Der findes også en demo af spillet, som kan spilles på hjemmesiden for Auditorium. Denne demo består af fire akter:
1. Hajimemashite
2. Winter
3. Spring
4. Preview